# Rabot (glaciär)
Rabot är en glaciär i Antarktis. Den ligger i Västantarktis. Argentina, Chile och Storbritannien gör anspråk på området.
Terrängen runt Rabot är kuperad åt nordost, men åt sydväst är den platt. Havet är nära Rabot åt nordväst. Trakten är obefolkad. Det finns inga samhällen i närheten. 